# Daria Werbowy
Daria Werbowy (ur. 19 listopada 1983 w Krakowie) – kanadyjska supermodelka.

## Życiorys
Urodziła się w Krakowie w rodzinie ukraińskich imigrantów. Gdy miała cztery lata wraz z rodzicami przeprowadziła się  do Toronto w Kanadzie. Karierę modelki rozpoczęła w wieku 14 lat, zwyciężając w konkursie Modeling Association of Canada. Podpisała kontrakt z Lancôme (początkowo reklamowała perfumy Hypnôse tej firmy). Pojawiła się na wybiegach m.in. Karla Lagerfelda, Prady, Yves Saint Laurent, Gucciego, Givenchy, Chanel. Znalazła się na okładkach Vogue, Elle. Obecnie Daria jest twarzą firmy kosmetycznej Lancôme oraz kolekcji wiosna-lato 2014 marki Mango.